# Испанский язык

Знание испанского языка в Европейском союзе в 2006 году в % от населения страны:
государственный язык
9 % и более
от 4 % до 8,99 %
от 1 % до 3,99 %
меньше 1 %

Испа́нский (самоназвание: español [espaˈɲol]), или касти́льский язык (самоназвание: castellano [kasteˈʝano] или [kasteˈʎano]), — язык испанцев и большинства народов Латинской Америки.Испанский язык относится к группе романских языков.
Один из официальных языков ООН и ЮНЕСКО. Испанский язык — официальный язык большого числа международных организаций и наравне с английским и французским один из самых изучаемых иностранных языков во всём мире. Второй по распространённости родной язык в мире (после китайского) и четвёртый по количеству носителей язык мира, после английского, китайского и хиндустани. По оценкам, во всём мире на испанском как на родном языке разговаривает до 500 миллионов человек, а если учесть количество людей, которые говорят на испанском как на втором языке, то общее количество говорящих составляет более 600 миллионов человек. Испанский язык также является третьим наиболее используемым языком на веб-сайтах в Интернете после английского и китайского языков.

## Географическое распространение
На испанском языке говорят 34,5 млн человек в США; в Пуэрто-Рико он, наряду с английским, признан государственным. В штате Нью-Мексико он фактически имеет официальный статус, законодательство штата не предусматривает статуса официального языка, но говорит об обязательности или возможности использования испанского языка в официальных документах наряду с английским.
Кроме того, несколько миллионов носителей испанского языка проживает в штатах Калифорния, Флорида, Техас и Нью-Йорк. Также на испанском языке говорят 15 % населения Американских Виргинских островов. В США, Мексике, Белизе и Багамских островах распространён смешанный язык на основе английского и испанского — спанглиш.
Испанским языком владеет большая часть населения заморской территории Великобритании Гибралтар, хотя государственным на ней является британский вариант английского. Также там используется смесь испанского и английского, называемая янито.
Испанский язык широко используется в Андорре и Белизе (60 %), на Арубе (85 %) и Кюрасао (65 %). Также на нём говорят на Бонайре (35 %), в Бразилии, Тринидаде и Тобаго, Западной Сахаре (на территории, контролируемой Фронтом Полисарио), на Филиппинах (по разным данным, на испанском общаются от 0,01 % населения или 2658 человек до 2 % или 2,9 млн). В общинах сефардов в Марокко, Сербии, Черногории, Боснии и Герцеговине, Турции и Израиле сохраняется сефардский язык, возникший на основе ранне-еврейско-кастильского диалекта.
В Бразилии, где население говорит на бразильском варианте португальского языка, за испанским закрепился статус второго языка среди студентов и дипломированных специалистов. По мере ослабления зависимости экономики страны от торговых операций с США и Европой и увеличения торгового оборота с соседними испаноязычными странами (особенно с входящими в блок МЕРКОСУР) больше внимания стало уделяться билингвизму и знанию испанского языка. 7 июля 2005 года Национальный Конгресс Бразилии одобрил закон, закрепивший за испанским статус второго языка в государственных и частных школах страны. Популярность испанского языка в Бразилии увеличивает то, что он очень похож на португальский и почти во всех соседних странах является официальным. В приграничных городах Бразилии (особенно, на бразильско-уругвайской границе) также говорят на смеси испанского и португальского под названием портуньол.
Испанский — официальный язык Организации Объединённых Наций, Европейского союза, Африканского союза и Организации Американских Государств. По решению Департамента общественной информации ООН 2010 года, ежегодно 23 апреля отмечается как День испанского языка.
Наряду с праздником ООН, в 2009 году Институтом Сервантеса учреждён «День испанского языка» (Día E) — праздник, который отмечают все, кто преподаёт или изучает испанский язык. Проводится во всех странах, где есть филиалы Института Сервантеса, в последнюю субботу перед летним солнцестоянием. Кроме того, 12 октября является национальным праздником Испании, в этот день Испания и многие испаноязычные страны отмечают День Колумба, именуемый также «День Испанидад» (Día de la Hispanidad — день испанской культуры).
В XXI веке испанский стал основным языком острова Пасхи в составе Чили.

### Стандартизация
Первые попытки стандартизации испанского языка относятся к концу XV века, когда язык начал распространяться за пределами Иберии. Королевская академия испанского языка выполняет функции главного регулятора языковой и литературной нормы современного испанского языка во всех территориях его бытования, с 1780 года регулярно издаёт Академический словарь испанского языка. Исторически, процессы формальной стандартизации испанского языка затрагивали в первую очередь фонетику, орфографию и орфоэпию и практически не касались грамматики, синтаксиса и морфологии. С одной стороны, как следствие этих процессов, орфография испанского языка максимально приблизилась к произношению (за исключением немой h, b/v, g/j перед e/i и в части регионов c/z/s, y/ll). С другой стороны, Королевская академия испанского языка, в отличие от французской, не препятствовала развитию в языке новых (большей частью аналитических) форм глагола и новых лексико-морфологических вариаций, что сделало испанский язык довольно гибким и разнообразным в плане грамматики, лексики и синтаксиса. Глагол в испанском языке имеет 16 грамматических времён, а также многочисленные перифразы.

### Диалекты и языковые варианты испанского языка
- Диалекты испанского языка в Испании
  - Северные диалекты
    - Кастильский диалект
    - Риохский диалект
    - Арагонский диалект
    - Чурро
    - Каталанский диалект
    - Галисийский диалект

  - Южные диалекты
    - Мадридский диалект
    - Ла-Манчский диалект
    - Валенсийский диалект
    - Мурсийский диалект
    - Эстремадурский диалект
    - Андалузский диалект
    - Канарский диалект
- Диалекты испанского языка в Африке
  - Сахарский диалект испанского языка
  - Диалект испанского в Экваториальной Гвинее
- Диалекты испанского языка в Америке
  - Амазонский испанский
  - Андский испанский
  - Антиохский испанский
  - Восточно-боливийский испанский
  - Карибский испанский
    - Северо-колумбийский испанский
    - Кубинский испанский
    - Доминиканский испанский
    - Панамский испанский
    - Пуэрто-риканский испанский
    - Центральновенесуэльский испанский
    - Маракайбский испанский

  - Центральноамериканский испанский
  - Чилийский испанский
  - Диалект испанского в Чилоэ
  - Центральноколумбийский испанский
  - Экваториальный испанский
  - Диалекты испанского в Мексике
    - Северомексиканский испанский
    - Юкатанский испанский

  - Парагвайский испанский
  - Перуанский прибрежный испанский
  - Северо-перуанский прибрежный испанский
  - Риоплатский испанский
    - Социолект лунфардо
    - Уругвайский испанский
- Филиппинский испанский
  - Испанско-креольский язык чавакано

### Производные языки
Наряду с диалектами испанского, существует также ряд производных от него языков. Среди них есть и креольские с упрощённой грамматической структурой: чабакано (Филиппины), папьяменту — разновидность папьяменто (Аруба, Антильские острова) и паленкеро (Колумбия).
Смешанные и контактные языки с испанской основой и мощным иноязычным суперстратом или субстратом:
- испано-английская смесь в мексикано-американском приграничье, известная как спанглиш;
- испано-английская смесь на Гибралтаре — янито;
- испано-индейская смесь в республике Парагвай — йопара;
- исчезнувший испано-итальянский социолект Буэнос-Айреса (лунфардо);
- испано-каталанская смесь, известная как валенсийский язык;
- испано-португальская смесь в бразильско-уругвайском приграничье — портуньол;
- староиспанский язык евреев Леванта — ладино.

### Название
Как в Испании, так и в Латинской Америке испанский язык также называют кастильским (исп. castellano) в соответствии с названием региона, в котором он зародился. Этим подчёркивается его отличие от других языков Испании. Такое разделение достаточно популярно среди населения стран Южного конуса и носителей каталанского, галисийского, баскского и др. языков Испании.
Многие филологи считают, что кастильским следует называть язык, на котором говорили в Кастилии в средние века. Однако с ними не согласны другие — они предлагают не использовать название «испанский», так как оно указывает на то, что этот язык в Испании один, что каталанский, галисийский, баскский, аранский, арагонский и астурийский — не испанские языки.
Испанцы обычно называют свой язык испанским, когда он упоминается вместе с иностранными языками, и кастильским при упоминании вместе с другими языками Испании. В остальном испаноязычном мире используются оба названия. «Испанский» преобладает в Колумбии, Панаме, Никарагуа, Сальвадоре, Коста-Рике, Гватемале, Гондурасе, Мексике, США, Доминиканской Республике и Венесуэле (то есть в основном в Северной и Центральной Америке); «кастильский» преобладает на Кубе, в Перу, Боливии, Парагвае, Чили, Аргентине и Уругвае.

## История
Язык зародился в средневековом королевстве Кастилия, которое включало в себя современную территорию провинции Бургос и автономных областей Ла-Риоха и Кантабрия.
История современного литературного испанского языка и его многочисленных устных и письменных языковых вариантов отражает развитие местного народно-латинского диалекта Иберии. В хронологическом порядке развитие испанского языка выглядит следующим образом:
- до III в до н. э.: преобладают автохтонные средиземноморские языки неиндоевропейского происхождения (древний баскский язык), в прибрежные районы проникают языки первых колонистов извне (кельтские языки Галисии, финикийский язык Карфагена, древнегреческий язык прибрежных колоний). Все они впоследствии становятся субстратом испанского языка.
- II в до н. э. — V в н. э.: античная романизация, когда практически все автохтонные языки и языки ранних колонистов вытесняются народной латынью, ставшей основным языком Римской империи. Именно эволюция народно-латинского языка в ходе его взаимодействия с языками покорённых и соседних народов привела к образованию современного испанского языка.
- V в н. э. — VII в н. э.: окончательный упадок и децентрализация империи приводят к дивергентному развитию народной латыни в бывшей империи в целом и на полуострове в частности. Германское наречие захвативших власть вестготов оказывает суперстратное влияние на местные романские идиомы данного периода. Возникает разрыв между нормами классической латыни и живого разговорного языка.
- VIII в. — XII в.: усиление диалектной раздробленности в романском языковом ареале полуострова при параллельном распространении арабского языка, привнесённого мусульманскими завоевателями (адстрат). Сильные арабские влияния в испанском языке сохраняются до наших дней.

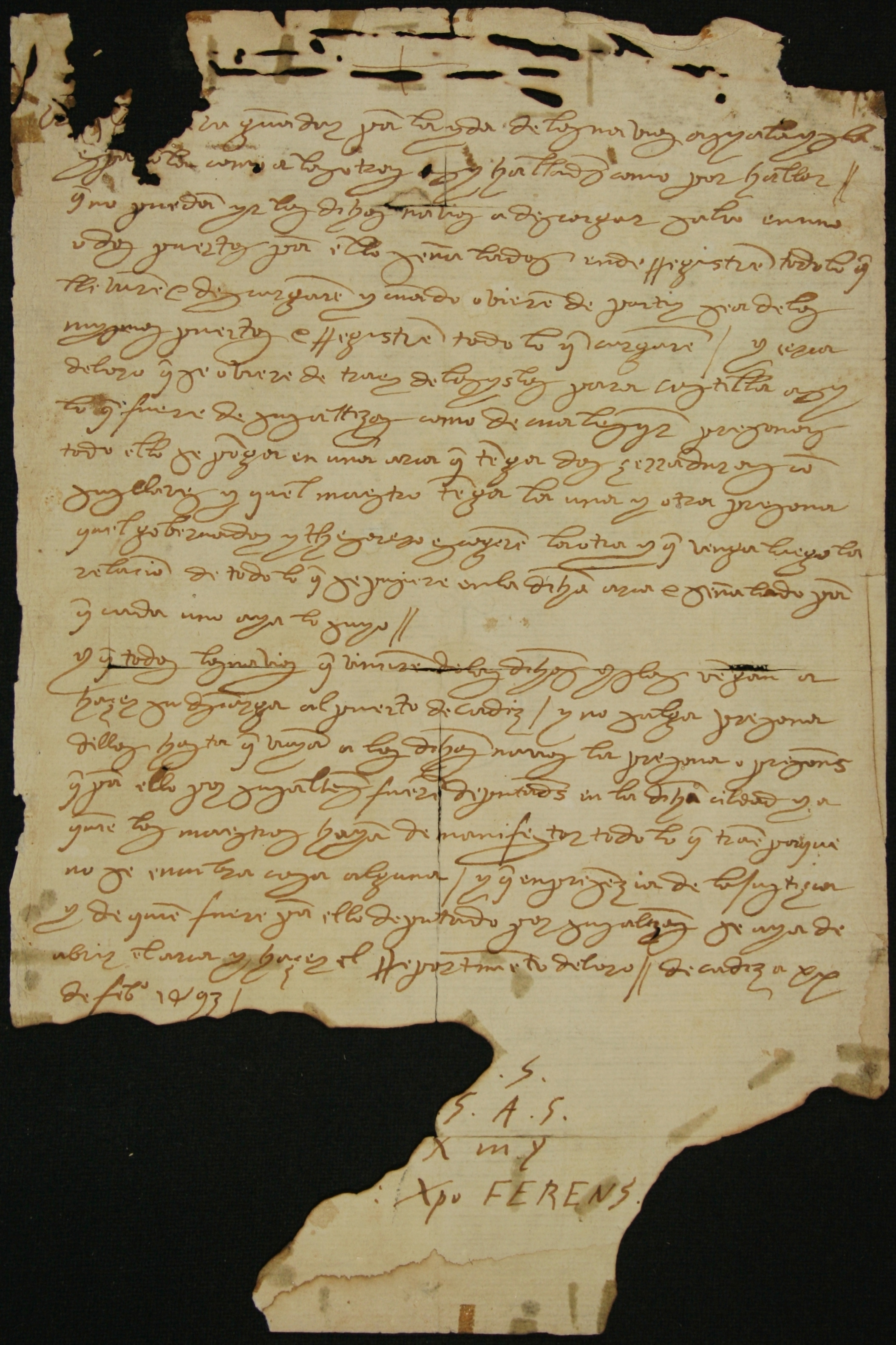
Пример рукописного текста на кастильском диалекте XV века: рукопись Христофора Колумба 1493 года

- XII—XV вв. Староиспанский язык: оттеснение мусульман в ходе процесса Реконкисты приводит к падению престижа арабского языка и становлению староиспанского литературного языка. Начинается процесс централизации полуострова под властью Кастилии и Мадрида. Кастильский диалект распространяется широко по всему полуострову, полностью вытеснив арабский язык, и частично другие местные романские идиомы (мосарабский язык, галисийский язык, в меньшей степени каталанский язык и др.)
- XVI—XVIII вв.: в ходе эпохи великих географический открытий происходит становление Испанской колониальной империи (Латинская Америка, Филиппины, ряд опорных пунктов в Африке). Испанский язык распространяется широко за пределами Испании и становится одним из основных мировых языков.
- XIX — первая половина XX вв.: происходит процесс географической дифференциации испанского языка, развиваются и стандартизируются его языковые варианты в каждой отдельно взятой испаноязычной стране. В ряде регионов испанский язык под давлением английского сдаёт свои позиции (Юго-запад США, Луизиана, Флорида) или же вовсе практически исчезает (Гуам, Каролинские острова, Марианские острова, Тринидад и Тобаго, Филиппины). Наблюдается падение его престижа в мире.
- Вторая половина XX — начало XXI вв.: консолидация испаноязычного мира (Испанидад, Латинский союз, Институт Сервантеса, Королевская академия испанского языка), развитие и расширение интереса к испанскому языку, испанским и латиноамериканским (суб)культурам по всему миру, возрождение испанского и языка в местах его некогда традиционного бытования (Тринидад и Тобаго после 2000 г., Аруба, Западная Сахара, Флорида, Филиппины с 2008 г. и др.). При этом особняком стоит процесс маргинализации испанского языка в самой Испании, где власти отдельных автономных сообществ предпринимают довольно успешные попытки возрождения местных идиомов, некогда оттеснённых испанским в сферу бытового общения. Наиболее заметен этот процесс в автономных областях Каталония, Страна Басков, в меньшей степени выделяется Галисия.

## Лексика
Лексика испанского языка имеет своей основой латинские корни, которые имеются также в итальянском, французском и других романских языках. Некоторые латинские элементы и новообразования можно найти лишь в испанском (comer < comedere, miedo < metus). В целом, в выборе лексики испанский язык консервативен, он ближе к классической латыни, а также имеет много параллелей с восточно-романскими языками, сохраняя корни, исчезнувшие из западно-романских языков, но сохранившиеся в балканской латыни и Иберии (например, слова mesa, hermoso). Преимущественно лексика черпалась из народной латыни, но имеется множество дублетов и заимствований из классической латыни (hecho vs. facto; llamar vs. clamar; agua vs. acuático; hembra vs. femenino). Во время распространения языка в Испании некоторое влияние на него оказал не связанный с ним баскский язык и язык вестготов.
В раннем средневековье, когда арабы заселили южную часть Пиренейского полуострова, ещё не сформировавшийся староиспанский язык и многие диалекты испытали на себе влияние арабского языка, который привнёс в испанский слова alcohol, naranja, zanahoria, tarea, albañil, alcalde, alguacil, almoneda. В одном из памятников испанской литературы — «Песни о моём Сиде» — имя главного героя Сида происходит от араб. سيد‎, что означает «господин».
Позднее после реконкисты лексика испанского языка существенно пополнилась за счёт заимствований из соседних романских языков, в первую очередь из французского языка, в меньшей степени — из каталонского, итальянского и португальского языков. Ряд латиноамериканских говоров и диалектов, в первую очередь мексиканский, пуэрто-риканский как в прошлом, так и в настоящее время впитывают в себя большое количество индианизмов (chocolate) и англицизмов (particear, hanguear, troque, drinks, in).

## Орфография
Письменность на основе латинского алфавита и состоит из 27 букв:
A, B, C, D, E, F, G, H, I, J, K, L, M, N, Ñ, O, P, Q, R, S, T, U, V, W, X, Y, Z.
W и K встречаются очень редко и исключительно в заимствованных словах. Дополнительно используется буква Ñ — eñe для палатального согласного [ɲ].
Буква K в иностранных словах иногда может заменяться на C перед A, O, U и на диграф qu перед I и E; W может заменяться, в зависимости от оригинального произношения, на V (если в оригинале звук [v], wolframio → volframio) или hu, gu либо gü (если в оригинале — [w], whisky → güisqui).

### Правила чтения
В основном произношение соответствует написанию. Этому способствует простой вокализм испанского языка, ограничивающийся пятью гласными: A, E, I, O, U. По долготе-краткости эти гласные не различаются. В разговорной речи некоторых карибских говоров отмечается назализация гласных перед n, m, но она лежит за пределами литературной нормы. В то же время, в литературном языке согласные звуки характеризуются наличием большого количества аллофонов. Исследования живой речи по диалектам и региональным вариантам обнаруживают ещё более широкий спектр аллофонической вариации согласных.
Для следующих букв и сочетаний есть особые случаи произношения:
- b и v — в начале слова и после носовых и губных согласных эти буквы обозначают смычный звук [b], по произношению соответствующий русскому «б». В остальных случаях эти буквы обозначают «фрикативный б» (звук между «б» и «в»).
- с — перед a, o, u — как «к»; перед e, i — как «c» (Латинская Америка) или глухой английский «th» (Испания).
- ch — в кастильском читается приблизительно как твёрдый белорусский ч или польский cz; в чилийском диалекте — как мягкий русский [ч'].
- d — в начале слова и после букв L и N читается как /d/: dos, donde, falda; в середине и в конце слова после любой гласной или согласной, кроме L и N, произносится как /ð/: adios, perdon; в конце слова звук /ð/ сильно ослабляется или вовсе не произносится: universidad; salud.
- g — перед i и e — как русский «х», перед остальными гласными «г».
- gu — перед e, i читается как «г», «u» не произносится (кроме написания gü).
- h — не произносится (кроме некоторых заимствований: hámster, hachís, hawaiano), однако в старом андалузском говоре [h] сохраняется в словах, где происходит от латинского f (но не произносится в словах, где происходит от латинского h).
- j — как русский «х», но более напряжённый.
- ll — как «й», в некоторых диалектах как «жь/джь/ш» (Аргентина, Уругвай; «жь» встречается также в Эквадоре) или «ль» (север Испании, отчасти Южная Америка, Филиппины).
- s — как русский «c», но, как правило, с несколько отодвинутым к альвеолам языком.
- tl — как русский «тль» [t͡ɬ] (мексиканский вариант, преимущественно в заимствованиях из науатля и других индейских языков), «дл» в Испании, Западной Сахаре и Экваториальной Гвинее.
- tz — как русский «ц» [t͡s] (мексиканский вариант, преимущественно в заимствованиях из науатля и других индейских языков); «с» в Испании, Западной Сахаре и Экваториальной Гвинее.
- сочетание qu — перед e, i читается как «к», «u» не произносится.
- x — в зависимости от положения — как русские «кс», «гс», «с» (в отдельных названиях в Америке «х» и «ш»).
- y — подобно ll, кроме «ль». Также используется в союзе y (читается «и») и в дифтонгах ay, ey, oy, uy на конце слов (читается «й»).
- z — как «c» (Латинская Америка) или глухой английский «th» (Испания).

## Фонетика
Во всех разновидностях испанского языка различают минимум 22 фонемы, пять из которых соответствуют гласным и 17 согласным. Некоторые разновидности могут иметь большее количество фонем; например, на Пиренейском полуострове большинство диалектов имеют дополнительное присутствие /θ/, а у некоторых говорящих в различных районах Испании и Латинской Америки также сохраняется фонема /ʎ/ (которая присутствовала в средневековом испанском). Однако количество звуков или аллофонов (которые не обязательно являются фонологически отличительными) намного больше во всех разновидностях испанского языка

### Гласные[17]
|          | Передние | Средние | Задние |
| -------- | -------- | ------- | ------ |
| Закрытые | i        |         | u      |
| Средние  | e        |         | o      |
| Открытые |          | a       |        |

### Согласные[17]
Фонологическая система испанского языка состоит как минимум из 17 согласных фонем (а некоторые разновидности испанского языка могут содержать до 19 фонем, если считать в дополнение к фонемам /ʎ/ и /θ/).
|             | Губно-губные | Губно-зубные | Зубные | Альвеолярные | Палатальные | Велярные |
| ----------- | ------------ | ------------ | ------ | ------------ | ----------- | -------- |
| Носовые     | m            |              |        | n            | ɲ           |          |
| Взрывные    | p b          |              | t d    | tʃ           | tʃ          | k g      |
| Щелевые     | β            | f v          | (θ)    | s            | ʝ           | x        |
| Дрожащие    |              |              |        | r            |             |          |
| Одноударные |              |              |        | ɾ            |             |          |
| Латеральные |              |              |        | l            | (ʎ)         |          |

### Просодия
Ударение свободное (разноместное). В словах, оканчивающихся на гласную или согласные -n, -s, падает на предпоследний слог: el té-ma, los rú-sos. В оканчивающихся на другие согласные — на последний слог: el ac-tór. Знак ударения на письме указывается в словах, не подчиняющихся данным правилам: la ó-pe-ra, el ca-pi-tán. Кроме того, знак ударения может применяться для расчленения дифтонгов (aún, día), либо для различения омографов: el — артикль, él — он; como — как (относительное местоимение: «Будет так, как ты захочешь»), ¿cómo ...? — как ...? (вопросительное местоимение: «Как быть?»).

### Скорость произношения
В исследовании, проведённом Лионским университетом в 2011 году, сравнивались средние скорости произношения и чтения в различных языках, исследовались: немецкий, испанский, французский, английский, итальянский, японский, китайский и вьетнамский. Был сделан вывод, что только японский язык способен превзойти испанский как по скорости, так и по малой плотности информации на произнесённый слог. Показатели для испанского языка составили: 7,82 слога в секунду по сравнению со средним показателем в 6,1 слога в английском за тот же промежуток времени, что подтверждает, что скорость языка обусловлена адаптацией к его структуре. При этом исследовался кастильский вариант, для которого характерна несколько большая скорость произношения и чтения, нежели для вариантов и диалектов Нового Света.

## Морфология

### Артикль
Артикль стоит перед именем существительным и указывает на его род, число, определённость и не определённость. Есть множество случаев нулевого артикля, когда он не используется.
Определённые артикли мужского рода: el, al, del; множественного числа — los. Артикли al, del являются слитными формами артикля el с соответствующими предлогами: al = a + el, del = de + el. Артикли женского рода: la (за исключением слов, начинающихся на a- или ha- под ударением; для них используются el, al, del: el apa, del agua, ...); множественного числа — las.
Неопределённые артикли мужского рода: un; множественного числа — unos. Артикли женского рода: una; множественного числа — unas.
Артикль lo переводит прилагательные, причастия и наречия в класс существительных, означающих абстрактные понятия: útil — полезный, lo útil — полезное.

### Имя существительное
Существительные имеют признаки рода и числа. Типичное окончание существительных мужского рода — -о, женского — -а: el libro, la casa.
Существительные, оканчивающиеся в единственном числе на безударный гласный, во множественном получают окончание -s: el libro, los libros. Оканчивающиеся на ударный гласный или согласный — окончание -es: mes, meses.

### Имя прилагательное
Прилагательные согласуются с существительными по роду (un edificio alto — una casa alta) и числу (el buen alumno — los buenos alumnos). Прилагательные с окончаниями -e, -n, -l, -r, -z, -s, -a по роду не изменяются: un lápiz verde, una cinta verde.
Степени сравнения прилагательных
Как в большинстве языков, испанские прилагательные имеют степени сравнения. Различают положительную, сравнительную и превосходную степени.
Положительная степень — это прилагательное, употреблённое как свойство предмета, без сравнения с аналогичным. То есть, фактически, словарная форма: Esta casa es hermosa.
Сравнительная степень употребляется при сравнении двух объектов, имеющих одинаковые свойства, при этом у одного из них свойства выражены более или менее ярко. Сравнительная степень в основном образуется аналитическим путём с помощью конструкций más(menos) + прилагательное + que (более (менее) … чем) или tan + прилагательное + como (такой же … как). Например: Moscú es más grande que San Petersburgo; Fiódor Dostoyevski es tan célebre como León Tolstói.
Превосходная степень указывает на высшую степень чего либо, при этом различают превосходную степень относительного и абсолютного плана.
Превосходная степень относительного плана показывает превосходство предмета в сравнении с ему подобными и за редким исключением образуется аналитическим путём с помощью конструкции определённый артикль + сравнительная степень прилагательного: Este libro es el más interesante de todos.
Превосходная степень абсолютного плана показывает превосходство предмета без какого-либо сравнения, может образовываться как аналитическим путём, так и синтетическим. При образовании аналитическим путём чаще всего используется конструкция muy (и некоторые другие наречия высшей степени) + прилагательное в положительной степени: Es una novela muy absorbente. При образовании синтетическим путём, к основе прилагательного добавляется аффикс -ísimo: Es un problema dificilísimo. Некоторые прилагательные имеют особые аффиксы для образования абсолютной превосходной степени: peor — pésimo, acre — acérrimo, simple — simplicísimo.

### Наречие
Наречие (adverbio), как часть речи, включает все слова, которые означают признак действия или состояния, признак качественного или обстоятельственного признака, реже — семантический признак (признак предмета). По форме все наречия можно разделить на простые, производные и сложные. Простые состоят из одной основы наречия (nunca, mucho, sólo). Производные наречия образуются из основы и суффикса (perfectamente). Сложные состоят из двух и более слов (pasado mañana, de ningún modo, tal vez). Слова с признаками наречия, но образованные сочетаниями существительных с предлогами (например, de repente, de vez en quando, a pie, al fin и т. д.), называются наречными выражениями. По значению все наречия можно разделить на: наречия времени (ahora, hoy, ayer, mañana, antes, después, luego, nunca, siempre, temprano, tarde), места (aquí, allí, abajo, arriba, delante, detrás, a la derecha, a la izquierda, lejos, cerca), образа действия (bien, mal, despacio, apenas, rápidamente), утвердительные (sí, ciertamente, naturalmente, vale), отрицательные (no, tampoco) и количественные (mucho, poco, bastante) наречия.
Как и прилагательные, испанские наречия изменяются по трём степеням сравнения. Положительная степень представляет собой обычное наречие в своей неизменной (словарной) форме. Сравнительная степень образуется прибавлением усилительных наречий más и menos, которые придают значение большего или меньшего свойства признака наречия. В конструкциях «más/menos + наречие + que» имеется объект, на который происходит равнение изменяемого наречия. В конструкции «tan + наречие + como» такой объект считается равным по своим свойствам объекту, к которому относится наречие. Отдельная группа наречий, которые не подчиняются данному правилу, исторически имеют собственные формы. Среди них: bien — mejor, mal — peor, mucho — más, poco — menos. Превосходная степень может быть образована путём прибавления наречия muy к наречию в положительной степени или артикля среднего рода lo к форме сравнительной степени. Также превосходная степень может быть образована методом суффиксации, например, присоединением усилительного суффикса -ísimo.

### Числительные
Количественные (un libro — одна книга, una mesa — один стол; dos sillas — два стула, tres manzanas — три яблока).
Порядковые числительные согласуются с существительным по роду (el primer vagón — первый вагон; la primera vez — первый раз) и числу (el segundo día — второй день, los segundos días — вторые дни).

### Местоимение
Личные местоимения
Личные местоимения в испанском языке имеют следующие формы:
yo — я, tú — ты, él — он, ella — она, usted — Вы, nosotros (-as) — мы, vosotros (-as) — вы, ellos (-as) — они, ustedes — Вы.
Usted используется при вежливом обращении на «Вы» к одному лицу, ustedes — к нескольким. Vosotros употребляется при обращении к группе лиц, к каждому из которых можно обратиться на «ты», то есть по сути, является множественным числом от tú. Местоимения nosotros, vosotros и ellos также изменяются по родам.
Отрицательные местоимения
В испанском языке существует три отрицательных местоимения: nada (ничто), nadie (никто), ninguno (никакой). Первые два местоимения являются неизменяемыми, ninguno согласуется в роде и числе с существительным, к которому оно относится, либо которое оно заменяет, изменяясь аналогично неопределённому артиклю: ningún amigo, ninguna casa, ningunos libros, ningunas chicas. Если одно из отрицательных местоимений располагается перед глаголом, то отрицательная частица no опускается, так как в испанском языке перед глаголом может стоять только одно отрицание. Nadie vive en esta casa. = En esta casa no vive nadie. — «В этом доме никто не живёт».

### Вопросительные слова
В испанском языке существуют вопросительные слова, которые делятся на
- вопросительные прилагательные (adjetivos interrogativos): ¿qué? (Какой, какая, какое), ¿cuál? (Который, какой)
- вопросительные местоимения (pronombres interrogativos): ¿quién? (Кто), ¿qué? (Что), ¿cuál? (Который, какой), ¿cuánto? (сколько)
- вопросительные наречия (adverbios interrogativos): ¿cuánto? (Сколько), ¿cuándo? (Когда), ¿dónde? (Где), ¿cómo? (Как)

### Служебные части речи

#### Предлог
В испанском языке, в отличие от русского языка, существительные и прилагательные не изменяются по падежам. Взаимосвязи между словами показывают предлоги. Падежному окончанию русского существительного в испанском языке соответствует предлог, который ставится перед данным словом. Между предлогом и словом часто стоит артикль. Например: en la piscina (в бассейне). Наиболее часто используемые предлоги в испанском языке: a (в), bajo (под), con (с), de (указывает на принадлежность предмета или лица при ответе на вопрос чей?), desde (от), en (в), hasta (до), para (для), por (через), sin (без), sobre (на, о), tras (за).

#### Союз
Союзы в испанском языке делятся на две большие группы: сочинительные союзы (conjunciones coordinantes) и подчинительные союзы (conjunciones subordinantes). Первые связывают слова, не устанавливая иерархических отношений между ними, а вторые устанавливают между связываемыми словами отношение зависимости. К сочинительным союзам относятся: y (и), который перед словами, начинающимися на i-, hi- имеет форму e (Enrique y Ana, madre e hijo); ni (ни); o (или), который перед словами, начинающимися на o-, ho- имеет форму u, например: Galicia o Cataluña (Галисия или Каталония), Madrid u Oviedo (Мадрид или Овьедо). Подчинительные союзы делятся на:
- дополнительные (completivas) — que (что), si (ли)
- условные (condicionales) — si (если), como (так как)
- причинные (causales) — porque (потому что), como (так как)
- уступительные (concesivas) — aunque (хотя), si bien (хотя)
- временные (temporales) — luego que (только)
- последствия (consecutivas) — que (что)
- следствия (ilativas) — luego (следовательно), conque (следовательно)
- сравнительные (comparativas) — que (чем), como (как)

## Синтаксис
Структура простого предложения в испанском языке, как и во многих других языках, основана на прямом порядке слов: подлежащее, сказуемое, дополнение (например: El coche es moderno, что означает: машина современная). А отрицательные предложения строятся с помощью добавления частицы «no» перед глаголом (например: El país no es grande, что означает: страна не большая). Для построения вопросительных предложений в испанском языке используется инверсия, то есть необходимо поменять местами глагол и подлежащее (например: повествовательное предложение Esto es… (это есть…); вопросительное ¿Es esto …?). В то же время в испанском (особенно в разговорном) широко практикуется свободный порядок слов, например для смыслового выделения, удобства произношения и т. п.

## Испанский язык в мире
В ноябре 2004 года в Росарио (Аргентина) прошёл Третий международный конгресс испанского языка, организованный испанской Королевской академией испанского языка, Институтом Сервантеса и королевской четой Испании. Конгресс, проходивший на высшем уровне, открыли король Испании Хуан Карлос I и президент Аргентины Нестор Карлос Киршнер. Большинство выступающих составили известнейшие латиноамериканские писатели.
Проблемы, обсуждавшиеся конгрессом, касались не только испанского, но и любого языка международного общения, и речь при этом шла не столько о лингвистических изменениях, сколько о политических факторах, влияющих на его судьбу.
Во-первых, как отмечали выступавшие, испанский язык всё более разобщается на уровне диалектов. Во-вторых, процесс глобализации и стремительное развитие технического прогресса упрощают язык, который всё больше рассматривается его носителями лишь как средство элементарной коммуникации, вследствие чего он лишается литературной глубины и художественного разнообразия.
В Аргентине, выбранной местом обсуждения этих проблем, отличие испанского языка от классического кастильского варианта особенно заметно. В Аргентине и Уругвае массы говорят на так называемом лунфардо (lunfardo), диалекте испанских каторжников, которых ссылали в эти края в XVII—XVIII веках. К тому же, в XX веке страну захлестнула волна иммиграции из Италии (сейчас потомки итальянцев составляют половину всех жителей страны), вследствие чего язык обогатился массой итальянских заимствований, морфологически и орфографически оформленных в соответствии с правилами испанского языка.
Как утверждают специалисты, в настоящее время люди одной испаноязычной нации всё меньше способны понимать разговорную речь другой испаноязычной нации. Как заявил король Испании Хуан Карлос I, «испанский язык — это единый, но полифонический голос. Это единый голос, состоящий из множества голосов, которые в разной степени ушли от первоначальной конфигурации».
Конгресс стал также местом острой дискуссии о последствиях глобализации для испанского языка. Большинство выступавших считают, что глобализация и развитие Интернета приводят к излишнему упрощению испанского языка и засорению его англицизмами.

## Пример текста
Статья 1 Всеобщей декларации прав человека:

Todos los seres humanos nacen libres e iguales en dignidad y derechos y, dotados como están de razón y conciencia, deben comportarse fraternalmente los unos con los otros.

Перевод:

Все люди рождаются свободными и равными в своём достоинстве и правах. Они наделены разумом и совестью и должны поступать в отношении друг друга в духе братства.